# Нильссон, Матильда
Матильда Нильссон (швед. Mathilda Nilsson, полное имя Emma Mathilda Nilsson, урождённая Седерберг; 1844—1923) — шведская художница и спиритуалист.

## Биография
Родилась 13 июля 1844 года в Стокгольме.
Матильда Нильссон была заметной фигурой в спиритическом обществе Стокгольма, являлась одним из первых членов спиритуалистической организации «Spiritistiska Litteraturföreningen» с момента её основания в 1877 году. Также она была членом организации «Klöverbladet» и одной из основательниц религиозного объединения «Edelweissförbundet» в Стокгольме, основанного в декабре 1888 года. Матильда Нильссон получала сообщения, полученные от духов и получала сообщения от мертвых. Она покинула общество Edelweissförbundet в 1896 году.
1891 года Нильссон стала редактором спиритического журнала «Efteråt? : tidskrift för spiritism och därmed beslägtade ämnen», который был основным изданием спиритуалистов в Швеции. Журнал выходил в период с 1891 по 1922 год, его редакция находилась в доме Матильды Нильссон на улице Kammakargatan. В 1904 году Матильда стала членом стокгольмской ложи Теософского общества.
Когда в 1896 году шведские художницы Анна Кассель и Хильма аф Клинт основали спиритуалистическую группу «De Fem», в неё вошли Матильда Нильссон, её сестра Корнелия Седерберг и Сигрид Хедман. Участницы получали сообщения от духов через психограф или медиума. В результате проводимых ими сеансов была создана серия этюдников с изображением религиозных сцен и символов, коллективно созданных этой группой. Группа «De Fem» была распущена в 1907 году, но некоторые из её членов продолжили сотрудничество с Хильмой аф Клинт в создании своих работ Målningarna till Templet.
Во время своих духовных встреч участницы группы контактировали с духовными лидерами, которые обещали помочь художницам в их духовном обучении. Через своих духовных лидеров группа была вдохновлена техникой рисования, называемой автоматическое письмо, которая не была редкостью в то время и которой сюрреалисты использовали десять лет спустя — это метод рисования автоматизм.
Спиритические сеансы участниц «De Fem» были отображены и описаны в серии альбомов и блокнотов, которые содержат религиозные сцены и символы в рисунках, выполненных коллективно. Их техника рисования создавала абстрактные мотивы.
Матильда была замужем за морским капитаном Андерсом Нильссоном, вместе они опекали свою племянницу Элизабет Седерберг, проживая в одном доме с семьёй сестры Корнелии и их братом Карлом Седербергом, отцом Элизабет.
Умерла 28 июня 1923 года в Стокгольме.